# Paracanace cavagnaroi
Paracanace cavagnaroi är en tvåvingeart som först beskrevs av Wirth 1969.  Paracanace cavagnaroi ingår i släktet Paracanace och familjen Canacidae. Inga underarter finns listade i Catalogue of Life.